# キムジョンイル著作研究会全国連絡協議会
キムジョンイル著作研究会全国連絡協議会（きむじょんいるちょさくけんきゅうかい）は、朝鮮民主主義人民共和国および朝鮮労働党の指導者金正日の著作を研究し、社会運動に活用する目的で結成された団体。大阪府に本部事務所を置く。
1993年頃から各地で結成されたキムジョンイル著作研究会が1994年に結成した全国団体。
機関誌として月刊「チュチェ思想」を発行してチュチェ思想の宣伝に努めている。
日本キムイルソン主義研究会は、個人加盟の団体であり、チュチェ思想研究会全国連絡会(全国チュチェ研)は、各地方のチュチェ思想研究団体の連合体であり、キムジョンイル著作研究会全国連絡協議会は日本教職員チュチェ思想研究会全国連絡協議会(教職員チュチェ研)など全国団体の連合体である。